# Rumelifeneri, Sarıyer
Rumelifeneri là một xã thuộc huyện Sarıyer, tỉnh Istanbul, Thổ Nhĩ Kỳ. Dân số thời điểm năm 2010 là 2.337 người.